# La battaglia di Legnano

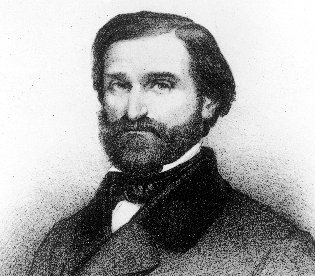
Verdi på 1850-talet

La battaglia di Legnano (Slaget vid Legnano) är en opera (tragedia lirica) i fyra akter med musik av Giuseppe Verdi och libretto av Salvatore Cammarano efter Joseph Mérys skådespel La Bataille de Toulouse (1828). Operan uruppfördes 27 januari 1849 på Teatro Argentino i Rom.

## Historia
Sedan Verdi skrivit tre operor byggda på verk av utländska mästare som Shakespeare, Friedrich Schiller och lord Byron var skalden och nationalisten Giuseppe Giusti angelägen om att han skulle komponera en fosterländsk opera. Han fick sin önskan uppfylld då Verdi beställde ett libretto med patriotiskt motiv sedan han bevittnat upproret i Milano 1848, där italienarna fördrev österrikarna från staden.
Vid tiden för premiären rådde en spänd politisk situation i Rom, som i mitten av januari 1849 ledde till att påven Pius IX flydde till Gaeta varifrån han sökte bistånd från utländska makter. I den här förtvivlade, men inte helt hopplösa situationen uruppfördes Verdis sista risorgimentoopera. Cammarano förlade handlingen till 1176, men situationen var lätt att koppla till händelserna 1848, så premiären blev en våldsam succé där hela fjärde akten måste bisseras. Tolv dagar efter premiären (9 februari) proklamerade Garibaldi den kortlivade republiken i Rom. Efter några framträdanden i andra städer förbjöds operan av den österrikiska censuren, men då hade den redan haft den propagandaeffekten som Cammarano och Verid hade avsett.

## Personer
- Frederico/Fredrik Barbarossa, tysk-romersk kejsare (bas)
- Milanos förste konsul (bas)
- Milanos andre konsul (bas)
- Comos borgmästare (bas)
- Rolando, en hertig från Milano (baryton)
- Lida, hans gemål (sopran)
- Arrigo, en krigare från Verona (tenor)
- Marcovaldi, tysk fånge (baryton)
- Imelda, Lidas tjänarinna (mezzosopran)
- En härold (tenor)
- Arrigos väpnare (tenor)
- Dödsryttare, folkledare, senatorer, krigare (kör)

## Handling
Milano och Como, 1176.
Akt I
I Milano samlas trupperna från olika städer i Lombardiet för att kämpa mot den tyske kungen Federico Barbarossa under befäl av Arrigo från Verona. Här möter han sin vän Rolando som är milanesarnas ledare och har trott att Arrigo stupat i ett slag. Den församlade hären svär att kämpa till sista blodsdroppen för att befria sitt fädernesland från förtryckarna. Rolando är gift med Lida som tidigare varit trolovad med Arrigo, men även hon trodde att han var död. Hon kan inte dölja sin glädje då hennes kammarjungfru Imelda berättar att han alltjämt är i livet och på väg i sällskap med Rolando. Detta observeras av den frigivne tyske fången Marcovaldo, som själv är förälskad i Lida men har blivit avvisad. Då Arrigo kommer blir han bestört vid upptäckten att Lida nu är gift med hans bäste vän. När de har blivit ensamma beskyller han henne för trolöshet och vill inte lyssna till hennes förklaring om att hon trodde att han var död.
Akt II

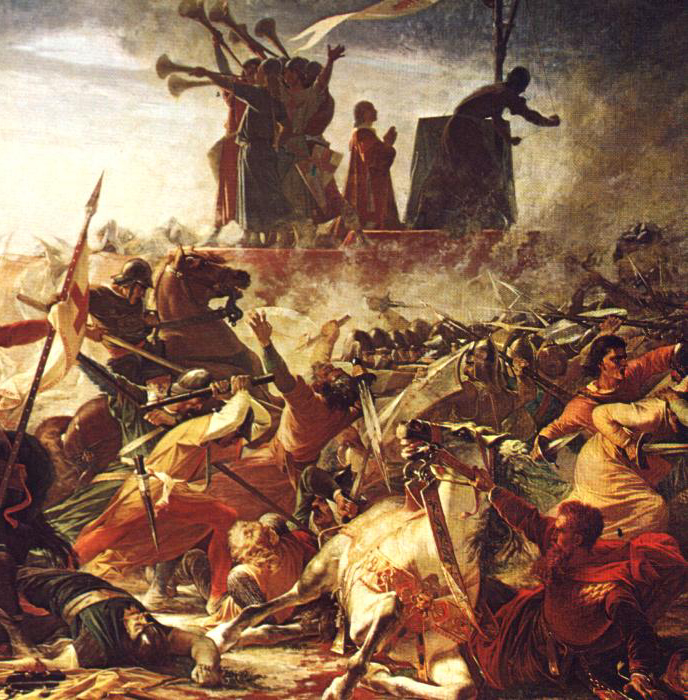
Slaget vid Legnano målad av Amos Cassioli (1832-1891).

I Como försöker Arrigo och Rolando som företrädare för den lombardiska alliansen att få staden att ansluta sig till deras parti, men borgmästaren avslår med hänvisning till att han redan har ingått ett fördrag med Barbarossa. Rolando och Arrigo beskyller honom för landsförräderi. Då de pressar honom på ett definitivt svar stiger Barbarossa själv in och beordrar att fönstren skall slås upp så att de båda lombarderna kan se hans här, som är samlad utanför Como. De låter sig dock inte skrämmas utan förutskickar ett blodigt krig, eftersom italienarna kämpar för sin frihet.
Akt III
I en kyrka i Milano möts ett speciellt förband, Campioni della Morte, som svär att driva ut tyskarna ut Italien eller dö. Arrigo tillhör dem och får veta att Rolando har valts till deras ledare. Rolando ber Arrigo att ta hand om hans hustru och barn om han dör och de omfamnar varandra till avsked, men då Marcovaldo senare överlämnar det avskedsbrev till Rolando som Lida skrivit till Arrigo och som han har snappat upp, blir Rolando vred och bestämmer sig för att hämnas på dem båda. Då Lida inte får svar på sitt brev uppsöker hon Arrigo för att säga farväl. De hör Rolando utanför och hon gömmer sig på en balkong, men han upptäcker henne och vill döda Arrigo. I sista ögonblicket inser han att vanära skulle vara värre än döden för Arrigo och låser in honom då han själv drar ut med sina trupper. Arrigo är dock så fast besluten att delta i striden att han hoppar ut från balkongen med ropet "Viva Italia!".
Akt IV
I Milano väntar man på de segerrika lombarderna. Arrigo har personligen dödat Barbarossa men är själv dödligt sårad. Han svär inför Rolando på att Lida inte har bedragit honom och de båda vännerna försonas innan Arrigo dör, hyllas av folket.